# Marion Seib
Marion Seib, geborene Mahler (* 31. März 1954 in Würzburg), ist eine deutsche Geschäftsführerin und ehemalige Politikerin (CSU).

## Leben und Beruf
Nach der Mittleren Reife absolvierte Marion Seib eine Ausbildung in der Verwaltung und besuchte anschließend die Bayerische Beamtenfachhochschule für Sozialverwaltung, die sie 1976 als Diplom-Verwaltungswirtin (FH) beendete. Danach war sie bis 1984 beim Sozialgericht Würzburg tätig. Nach einer fünfjährigen Familienphase begann sie 1989 zunächst als kaufmännische Angestellte im Ingenieurbüro ihres Ehemannes zu arbeiten, bis sie 1993 schließlich Prokuristin der Seib Ingenieur Consult GmbH & Co. KG wurde. Seit 2009 ist sie geschäftsführende Gesellschafterin der Seib KG.
Marion Seib ist verheiratet und hat zwei Kinder.

## Partei
Sie trat 1972 in die Junge Union und die CSU ein und gehörte über lange Jahre bis Mai 2003 dem Vorstand des CSU-Bezirksverbandes Unterfranken an. Von 1995 bis 2009 war sie dort Bezirksvorsitzende der Frauen-Union. 

## Abgeordnete
Von 1978 bis 1998 gehörte Marion Seib dem Kreistag des Landkreises Kitzingen an.
Am 27. November 1996 rückte sie für den verstorbenen Abgeordneten Hans Klein erstmals in den Deutschen Bundestag nach, dem sie dann noch bis zum Ende der Wahlperiode im Oktober 1998 angehörte. Am 7. Mai 2002 rückte sie für den ausgeschiedenen Abgeordneten Klaus Holetschek nach und war anschließend bis 2005 Mitglied des Deutschen Bundestages. Am 8. November 2007 rückte sie erneut, diesmal für den ausgeschiedenen Abgeordneten Georg Fahrenschon, in den Bundestag nach und gehörte diesem bis 2009 an.
Marion Seib ist stets über die Landesliste Bayern in den Bundestag eingezogen. 